# Faro de Cabo Engaño
El Faro de Cabo Engaño es un faro histórico situado en la isla de palaui en la ciudad de Santa Ana, en la provincia de Cagayán, en Filipinas. Situado en la cima de una colina en el punto más nororiental que forma el Cabo Engaño, se ilumina desde el Pacífico hasta el punto extremo noreste de Luzón, y el canal entre las islas Babuyanes y el continente. Es el más oriental de los faros en la costa norte de la isla de Luzón. La luz original estaba equipada con una faro de primer orden que fue encendido el 30 de diciembre de 1892.